# ساترلند (آفریقای جنوبی)
ساترلند (انگلیسی: Sutherland, South Africa) شهری با حدود ۲۸۴۱ نفر در استان کیپ شمالی آفریقای جنوبی است. این کوه در غرب کوه‌های روگولد در کارو قرار دارد.

## تاریخچه
ساترلند در سال ۱۸۵۵ به عنوان یک شهر کلیسا و بازار برای خدمت به کشاورزان گوسفندان منطقه تأسیس شد. در سال ۱۸۷۲ شهر دارای ۱۳۸ شهروند ثبت شده بود که در ۱۹ خانه زندگی می‌کردند. کلیسای بزرگ اصلاح‌شده هلندی در مرکز ساترلند در سال ۱۸۹۹ ساخته شد.
در طول جنگ آنگلو بوئر، کلیسا به‌عنوان یک قلعه توسط سربازان بریتانیایی مورد استفاده قرار گرفت. در طول جنگ تعدادی درگیری بین نیروهای بریتانیایی و بوئر در شهر رخ داد. در یکی از این درگیری‌ها، نیرویی متشکل از ۲۵۰ کماندوی بوئر به مدت ۱۰ ساعت به پادگان محلی بریتانیا حمله کردند. ویرانه‌های یک قلعه را می‌توان در حومه شهر در تپه ای به نام Rebelskop یافت. این نامگذاری پس از این نامزدی بود.